# James Dooge
James Clement Ignatius Dooge, irisch: Séamus Ó Dubhthaigh, (* 1. Juli (nach anderen Quellen: 30. Juli) 1922 in Birkenhead, Cheshire, England; † 20. August 2010 in Monkstown, County Dún Laoghaire-Rathdown, Irland) war ein irischer Hochschullehrer, Politiker der Fine Gael und 1981/1982 kurzzeitig irischer Außenminister.

## Biografie
Nach dem Studium war Dooge als Universitätsprofessor für Ingenieurwissenschaften an der National University of Ireland tätig.
Dooge begann daneben eine politische Laufbahn, als er 1961 als Kandidat der Fine Gael zum Mitglied des irischen Oberhauses (Seanad Éireann) gewählt wurde. Zunächst vertrat er dort bis 1969 das Labour Panel, danach bis 1977 das Industrial and Commercial Panel. Vom 30. Juni 1965 bis 1969 war er Stellvertretender Senatspräsident (Leas-Chathaoirleach).
Von 1973 bis 1977 war Dooge schließlich Senatspräsident (Cathaoirleach). In dieser Funktion war er neben dem Vorsitzenden des Unterhauses (Ceann Comhairle), Seán Treacy, und dem Präsidenten des Obersten Gerichts, Thomas F. O’Higgins, zwei Mal während seiner Amtszeit und zwar vom 17. November (Tod von Erskine Hamilton Childers) bis zum 19. Dezember 1974 sowie vom 22. November (Rücktritt von Cearbhall Ó Dálaigh) bis zum 3. Dezember 1976 Mitglied der sogenannten Presidential Commission (Coimisiún na hUachtaránachta), die im Fall des vorzeitigen Ausscheidens eines Präsidenten bis zum Amtsantritt eines neuen Präsidenten die Amtsgeschäfte des Staatsoberhauptes führt. 1977 verzichtete er auf eine neue Kandidatur für den Senat.
Vom 21. Oktober 1981 bis 9. März 1982 gehörte er der Regierung unter Premierminister (Taoiseach) Garret FitzGerald als Außenminister an. Um eine parlamentarische Anbindung zu ermöglichen, wurde er zugleich von FitzGerald 1981 zum Mitglied des Senats nominiert. 1984 bis 1985 leitete er den sogenannten Dooge-Ausschuss, der Vorschläge für eine institutionelle Reform der Europäischen Gemeinschaften erarbeiten sollte. Anschließend war er bis 1987 Mitglied des Senats, wobei er diesmal als Kandidat der Fine Gael die National University of Ireland vertrat. Anschließend verzichtete er endgültig auf eine erneute Kandidatur für den Senat. 1994 wurde er als ausländisches Mitglied in die Russische Akademie der Wissenschaften aufgenommen.

## Ehrungen
- 1983: Internationaler Hydrologie-Preis
- 1986: William Bowie Medal der American Geophysical Union (AGU)
- 1999: International Meteorological Organization Prize der World Meteorological Organization (WMO)
- 2005: Prince Philip Medal der Royal Academy of Engineering